# En poets blod
En poets blod (Le Sang d'un Poète) är en fransk avantgardistisk film från 1930 av Jean Cocteau. Den hade premiär 1932 och är den första delen i Cocteaus "Orfiska trilogi" som följdes av Orphée (1950) och Orfeus testamente (1960).

## Handling
Filmen är indelad i fyra delar. Den första delen visar en konstnär som tecknar ett ansikte och blir skrämd när dess mun börjar röra sig. Konstnären försöker sudda ut munnen men finner då att den har flyttats till hans hand. Efter att ha experimenterat med munnen ett tag somnar konstnären och när han vaknar placerar han munnen över munnen på en kvinnlig staty.
I den andra delen talar statyn till konstnären och uppmanar honom till att passera genom en spegel. Passagen leder till ett hotell och konstnären betraktar olika gestalter genom nyckelhål. Han ges en pistol och en röst instruerar honom att skjuta sig själv i huvudet. Han skjuter sig själv men dör inte. Förtvivlad återvänder konstnären genom spegeln och slår sönder statyn.
Den tredje delen visar ett snöbollskrig mellan några skolpojkar. En äldre pojke kastar en snöboll mot en yngre pojke, men snöbollen visar sig vara av marmor och pojken dör.
Den fjärde delen visar en man och en kvinna som spelar ett parti kort på ett bord som är placerat över den döda pojken. Ett sällskap teaterbesökare ser på. Mannen tar fram hjärter ess ur den döde pojken bröstficka. Pojkens skyddsängel dyker upp och tar med sig pojken. Han tar även med sig hjärter ess från mannens hand och försvinner uppför en trappa och ut genom en dörr. När den kortspelande mannen inser att han förlorat begår han självmord. Teaterpubliken applåderar. Den kvinnliga spelaren förvandlas till den tidigare förstörda statyn och vandrar iväg i snön, utan att lämna några fotspår. I filmens slut ses statyn med en oxe, en jordglob och en lyra.